# Санта Марија Ингризоне (Беневенто)
Санта Марија Ингризоне је насеље у Италији у округу Беневенто, региону Кампанија.
Према процени из 2011. у насељу је живело 229 становника. Насеље се налази на надморској висини од 358 м.